# Reino Celestial Taiping
```
   |-
       |
Erro:
:  
valor não especificado para "
nome_comum
"

   |-
       | 
Erro:
:  
valor não especificado para "
continente
"
```

O Reino Celestial Taiping ou Reino Celestial da Grande Paz (太平天国, Tàipíng Tiānguó), mais tarde encurtado para Reino Celestial (天囯, Tiānguó) ou Dinastia Celestial (天朝, Tiāncháo), foi um estado rebelde não reconhecido na China e uma monarquia absolutista teocrática cristã chinesa de 1851 a 1864, que defendia a derrubada da dinastia Qing por Hong Xiuquan e seus seguidores. A guerra malsucedida que travou contra os Qing é conhecida como a Rebelião Taiping. Sua capital estava em Tianjing (atual Nanquim).
Um autoproclamado irmão mais novo de Jesus Cristo e convertido ao cristianismo protestante, Hong Xiuquan liderou um exército que controlava uma parte significativa do sul da China em meados do século XIX, expandindo-se para o controle de quase 30 milhões de pessoas. O reino rebelde anunciou reformas sociais e a substituição do confucionismo, do budismo e da religião popular chinesa por sua forma de cristianismo, sustentando que ele era o segundo filho de Deus e o irmão mais novo de Jesus. As áreas do Reino Celestial Taiping foram sitiadas pelas forças Qing durante a maior parte da rebelião. O governo Qing derrotou a rebelião com a ajuda final de forças francesas e britânicas.

## Contexto

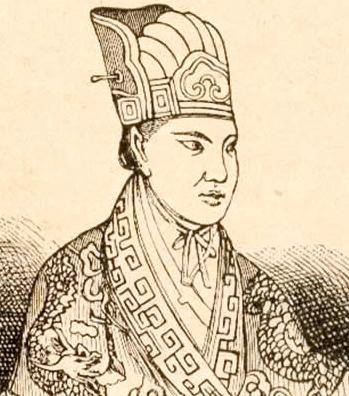
Suposta ilustração de Hong Xiuquan

Durante o século XIX, a dinastia Qing passou por uma série de fomes, desastres naturais, problemas econômicos e derrotas nas mãos de potências estrangeiras; esses eventos passaram a ser conhecidos coletivamente como o "século de humilhação" da China. Os agricultores estavam sobrecarregados de impostos, os aluguéis aumentaram dramaticamente e os camponeses começaram a abandonar suas terras em massa. Os militares Qing sofreram recentemente uma derrota desastrosa na Primeira Guerra do Ópio, enquanto a economia chinesa foi severamente impactada por um desequilíbrio comercial causado pela importação ilícita e em grande escala de ópio. O banditismo tornou-se mais comum, e numerosas sociedades secretas e unidades de autodefesa se formaram, o que levou a um aumento na guerra em pequena escala.
Os missionários protestantes começaram a trabalhar em Macau, Pazhou e na cidade de Cantão. Os empregados domésticos e os impressores que eles empregavam corrigiram e adaptaram a mensagem dos missionários para chegar aos chineses e começaram a frequentar particularmente os exames de prefeitura e provinciais, onde os estudiosos locais competiam pela chance de subir ao poder no serviço civil imperial. Um dos folhetos nativos, o tomo de nove partes e 500 páginas de Liang chamado "Boas Palavras para Admoestar a Era", chegou às mãos de Hong Xiuquan em meados da década de 1830. Hong inicialmente folheou sem interesse.
Em 1837, Hong tentou e falhou nos exames imperiais pela terceira vez, levando-o a um colapso nervoso. Ele delirou por dias, a ponto de sua família temer por sua vida. Enquanto convalescia, Hong sonhou que visitava o céu, onde descobriu que possuía uma família celestial distinta de sua família terrena, que incluía um pai celestial, mãe, irmão mais velho, cunhada, esposa e filho. Seu pai celestial, vestindo uma túnica de dragão negra e chapéu de abas altas com uma longa barba dourada, lamentou que os homens estivessem adorando demônios em vez de ele mesmo, e presenteou Hong com uma espada e um selo dourado para matar os demônios infestando o Céu. Além disso, ele fez isso com a ajuda de seu irmão mais velho celestial e um exército celestial. A figura paterna mais tarde informou a Hong que seu nome violava tabus e tinha que ser mudado, sugerindo como uma opção o apelido "Hong Xiuquan", que foi adotado por Hong. Em visões posteriores, Hong declararia que também viu Confúcio sendo punido pelo pai celestial de Hong por desviar o povo.
Hong trabalhou mais seis anos como tutor antes que seu irmão o convencesse de que o folheto de Liang valia a pena ser examinado. Quando leu o folheto, viu seu sonho há muito passado em termos de simbolismo cristão: ele era o irmão mais novo de Jesus e havia encontrado Deus Pai, Shangdi. Ele agora sentia que era seu dever restaurar a fé na religião nativa han e derrubar a dinastia Qing. Ele foi acompanhado por Yang Xiuqing, um ex-vendedor de carvão e lenha de Quancim, que afirmou atuar como uma voz de Shangdi.
Feng Yunshan formou a Sociedade dos Adoradores de Deus (拜上帝會) em Quancim depois de uma viagem missionária em 1844 para difundir as ideias de Hong. Em 1847, Hong tornou-se o líder da sociedade secreta. A fé Taiping, inspirada pelo cristianismo missionário, diz um historiador, "desenvolveu-se em uma nova religião chinesa dinâmica… o cristianismo Taiping". Hong apresentou esta religião como um renascimento e uma restauração da antiga fé clássica em Shangdi. O poder da seita cresceu no final da década de 1840, inicialmente reprimindo grupos de bandidos e piratas, mas a perseguição pelas autoridades Qing estimulou o movimento a uma rebelião de guerrilha e depois à guerra civil.
Em algumas historiografias marxistas, a Rebelião Taiping foi vista como uma revolta protocomunista.

## História

### Estabelecimento
A Rebelião Taiping começou em 1850 em Quancim. Em 11 de janeiro de 1851 (o 11º dia do 1º mês lunar), também aniversário de Hong Xiuquan, Hong declarou-se "Rei Celestial" de uma nova dinastia, o "Reino Celestial da Paz". O Levante de Jintian escalou em fevereiro de 1851, quando um exército rebelde de 10 mil homens derrotou uma força Qing menor. Feng Yushan seria o estrategista da rebelião e o administrador do reino durante seus primeiros dias, até sua morte em 1852.
Em 1853, as forças Taiping capturaram Nanquim (ou Nanjing), tornando-a sua capital e renomeando-a como Tianjing ("Capital Celestial"). Hong converteu o escritório do vice-rei de Liangjiang em seu Palácio do Rei Celestial. Desde que Hong Xiuquan havia sido supostamente instruído em seu sonho para exterminar todos os "demônios", que era o que os Taipings consideravam os manchus, então eles decidiram matar e exterminar toda a população manchu. Quando Nanquim foi ocupada, os Taiping entraram em fúria matando, queimando e cortando 40 mil manchus até a morte na cidade. Eles primeiro mataram todos os homens manchus, depois forçaram as mulheres manchus para fora da cidade e as queimaram até a morte.
No seu auge, o Reino Celestial controlava o sul da China, centrado no fértil vale do rio Yangtzé. O controle do rio significava que os Taiping poderiam facilmente abastecer seu capital. De lá, os rebeldes Taiping enviaram exércitos para o oeste, para o curso superior do Yangtzé, e para o norte para capturar Pequim, a capital da dinastia Qing. A tentativa de tomar Pequim falhou.

### Conflito interno
Em 1853, Hong retirou-se do controle ativo das políticas e administração, governando exclusivamente por meio de proclamações escritas, muitas vezes em linguagem religiosa. Hong discordou de Yang em certas questões de política e tornou-se cada vez mais desconfiado das ambições de Yang, sua extensa rede de espiões e suas declarações ao "falar como Deus". Yang e sua família foram mortos pelos seguidores de Hong em 1856, seguido pelo assassinato de tropas leais a Yang.
Com seu líder praticamente fora de cena, os delegados Taiping tentaram ampliar seu apoio popular às classes médias chinesas e forjar alianças com potências europeias, mas falharam em ambos os casos. Os europeus decidiram permanecer neutros. Dentro da China, a rebelião enfrentou resistência da classe média tradicionalista por causa de sua hostilidade aos costumes chineses e valores confucionistas. A classe alta proprietária de terras, perturbada pelos maneirismos camponeses dos rebeldes Taiping e sua política de estrita separação dos sexos, mesmo para casais, ficou do lado das forças Qing e seus aliados ocidentais.
Em 1859, Hong Rengan, um primo de Hong, juntou-se à Rebelião Taiping em Tianjing, e recebeu um poder considerável de Hong. Ele desenvolveu um plano ambicioso para expandir os limites do reino. Em 1860, os rebeldes Taiping tiveram sucesso em tomar Hancheu e Sucheu para o leste, mas não conseguiram tomar Xangai, o que marcou o início do declínio do reino.

### Queda

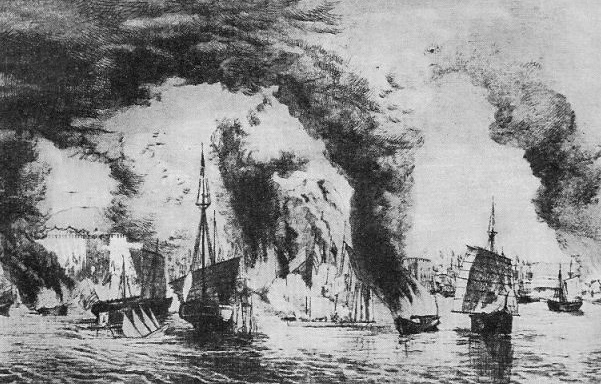
Batalha naval Taiping-Qing no rio Yangtzé perto de Tianjing

Uma tentativa de tomar Xangai em agosto de 1860 foi inicialmente bem sucedida, mas finalmente repelida por uma força de tropas chinesas e oficiais europeus sob o comando de Frederick Townsend Ward. Este exército mais tarde se tornaria o "Exército Sempre Vitorioso", liderado por Charles George Gordon, e seria fundamental na derrota dos rebeldes Taiping. As forças imperiais foram reorganizadas sob o comando de Zeng Guofan e Li Hongzhang, e a reconquista do governo Qing começou de vez. No início de 1864, o controle Qing na maioria das áreas estava bem estabelecido.
Hong declarou que Deus defenderia Tianjing, mas em junho de 1864, com as forças Qing se aproximando, ele morreu de intoxicação alimentar como resultado de comer vegetais selvagens quando a cidade começou a ficar sem comida. Ele ficou doente por vinte dias antes que as forças Qing pudessem tomar a cidade. Embora Hong provavelmente tenha morrido de sua doença, suicídio por veneno também foi sugerido. Apenas alguns dias após sua morte, as forças Qing tomaram a cidade. Seu corpo foi enterrado e posteriormente exumado por Zeng para verificar sua morte e cremado. As cinzas de Hong foram posteriormente explodidas de um canhão para garantir que seus restos mortais não tivessem lugar de descanso como punição eterna pela revolta.

O selo do Reino Celestial Taiping diz: azul: Selo de Jade; verde: Deus Pai Celestial ; ouro: Taiping (O Reino); magenta: Graça e Tranquilidade ; laranja: Estabilidade eterna no céu e na terra, Oito ave-marias, O deus salvador rei Hong Ri (Hong Xiuquan), irmão celestial de Cristo, Verdadeiro governante do mundo, Verdadeiro imperador da nobreza e fortuna, Para sempre concedeu a posse do império.

Quatro meses antes da queda do Reino Celestial Taiping, Hong Xiuquan abdicou em favor de Hong Tianguifu, seu filho mais velho, que tinha 14 anos na época. Hong Tianguifu foi incapaz de fazer qualquer coisa para restaurar o reino, então o reino foi rapidamente destruído quando Tianjing caiu em julho de 1864 para as forças Qing após violentos combates nas ruas. A maioria dos chamados príncipes foram executados por funcionários Qing na cidade de Jinling (金陵城), Nanquim.
Embora a queda de Tianjing em 1864 tenha marcado a destruição do regime Taiping, a luta ainda não havia terminado. Ainda havia vários milhares de tropas rebeldes Taiping continuando a luta. Demorou sete anos para finalmente acabar com todos os resquícios da Rebelião Taiping. Em agosto de 1871, o último exército rebelde Taiping, liderado pelo comandante de Shi Dakai, Li Fuzhong (李福忠), foi completamente exterminado pelas forças Qing na região fronteiriça de Hunão, Guizhou e Quancim.

## Divisões administrativas
25 províncias foram mencionadas em fontes do Reino Celestial Taiping:
- Província de Jiangnan (江南省) ou Província da Capital Celestial (天京省) – atual área norte de Jiangsu
- Província de Anuei (安徽省) – atual Anuei
- Província de Jiangxi (江西省) – atual Jiangxi
- Província de Hubei (湖北省) – atual Hubei
- Província de Tianpu (天浦省) – atual distrito de Pukou, Nanquim
- Província de Sufu (蘇褔省) – atual área sul de Jiangsu
- Província de Guifu (桂褔省) – não está claro
- Província Celestial de Chequião (浙江天省) - atual Chequião
- Província de Hunão (湖南省) – atual Hunão (de jure)
- Província de Fuquiém (福建省) – atual Fuquiém (de jure)
- Província de Honão (河南省) – atual Honão (de jure)
- Província de Xantum (珊東省) – atual Xantum (de jure)
- Província de Xanxim (珊西省) – atual Xanxim (de jure)
- Província de Zuili (罪隸省, lit. "governado por criminosos") ou Província de Qianshan (遷善省, lit. "promovendo o virtuoso") – igual a Zhili; atual Hebei, Pequim e Tianjin (de jure)
- Província de Quancim (廣西省) – atual Quancim (de jure)
- Província de Cantão (廣東省) – atual Cantão (de jure)
- Província de Iunão (芸南省) – atual Iunão (de jure)
- Província de Sujuão (四川省) – atual Sujuão (de jure)
- Província de Guizhou (桂州省) – atual Guizhou (de jure)
- Província de Xianxim (陝西省) – atual Xianxim (de jure)
- Província de Cansu (甘肅省) – atual Cansu (de jure)
- Província de Fengtian (奉添省) – atual Liaoningue (de jure)
- Província de Jilin (吉林省) – atual Jilin (de jure)
- Província de Wulongjiang (烏隆江省) – atual Heilonquião (de jure)
- Província de Yili (伊犁省) – atual Sinquião (de jure)

## Reis, príncipes e cargos nobiliárquicos

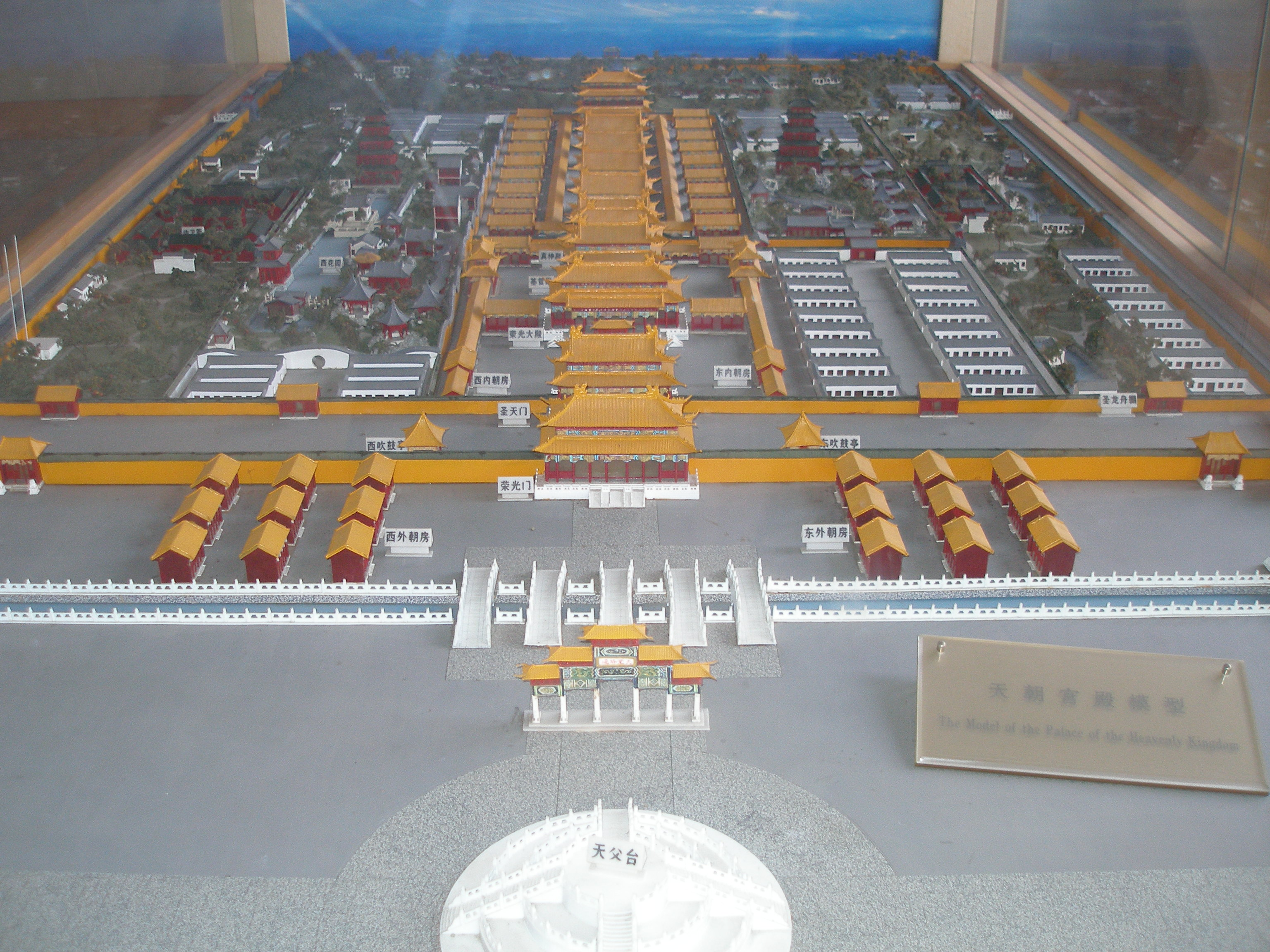
Miniatura do Palácio do Reino Celestial em Tianjing

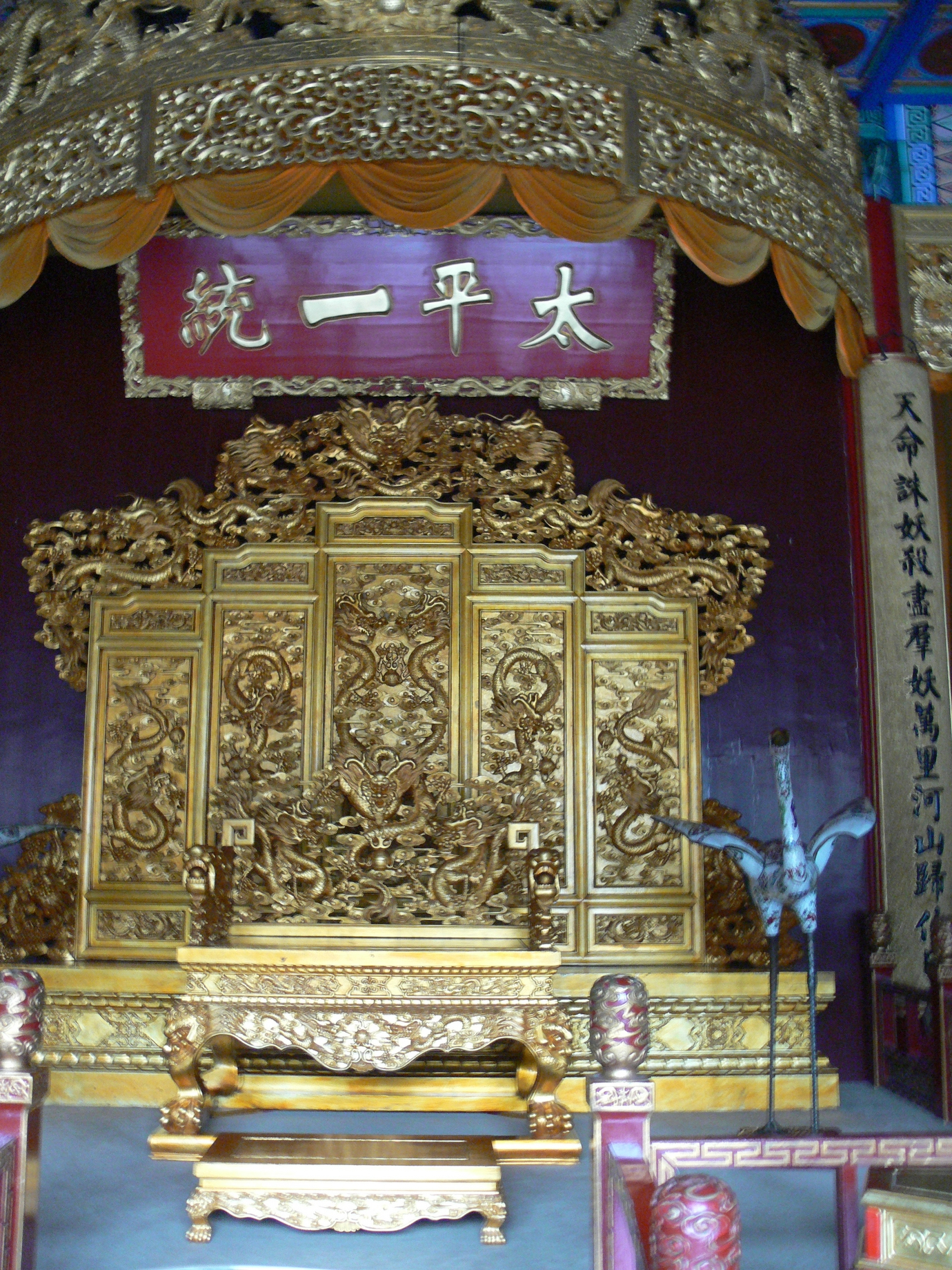
O trono do Rei Celestial em Tianjing

O Rei Celestial era a posição mais alta do Reino Celestial. As únicas pessoas a ocupar esta posição foram Hong Xiuquan e seu filho Hong Tianguifu.
Classificado abaixo do "Rei do Céu" Hong Xiuquan, o território foi dividido entre governantes provinciais chamados reis ou príncipes; inicialmente eram cinco – os Reis das Quatro Direções Cardeais e o Rei do Flanco. Dos governantes originais, o Rei do Oeste e o Rei do Sul foram mortos em combate em 1852. O Rei do Leste foi assassinado pelo Rei do Norte durante um golpe em 1856, e o próprio Rei do Norte foi posteriormente morto. Os nomes dos reis eram:
- Rei do Sul (南王), Feng Yunshan (falecido em 1852)
- Rei do Leste (東王), Yang Xiuqing (falecido em 1856)
- Rei do Oeste (西王), Xiao Chaogui (falecido em 1852)
- Rei do Norte (北王), Wei Changhui (falecido em 1856)
- Rei do Flanco (翼王), Shi Dakai (capturado e executado pelas forças Qing em 1863)

Os líderes posteriores do movimento eram "príncipes":
- Príncipe Zhong (忠王), Li Xiucheng (1823–1864, capturado e executado pelas forças Qing)
- Príncipe Ying (英王), Chen Yucheng (1837–1862)
- Príncipe Gan (干王), Hong Rengan (1822–1864; primo de Hong Xiuquan, executado)
- Príncipe Jun (遵王), Lai Wenkwok (1827–1868)
- Príncipe Fu (福王), Hong Renda (洪仁達; segundo irmão mais velho de Hong Xiuquan; executado pelas forças Qing em 1864)
- Tian Gui (田貴; executado em 1864)

Outros príncipes incluem:
- Príncipe An (安王), Hong Renfa (洪仁發), irmão mais velho de Hong Xiuquan
- Príncipe Yong (勇王), Hong Rengui (洪仁貴)
- Príncipe Fu (福王), Hong Renfu (洪仁富)

Líderes de rebeliões simultâneas também receberam o título de rei, como Lan Chaozhu, líder da rebelião de Li Yonghe em Sujuão.
Nos últimos anos da Rebelião Taiping, o território foi dividido entre muitos, por um tempo em dezenas, de governantes provinciais chamados príncipes, dependendo dos caprichos de Hong.

## Políticas
Dentro da terra que controlava, o Exército Celestial Taiping estabeleceu um governo totalitário, teocrático e altamente militarizado.
- O assunto de estudo para os exames para oficiais mudou dos clássicos confucionistas para a Bíblia.

- A propriedade privada foi abolida e todas as terras foram mantidas e distribuídas pelo Estado.[27]

- Um calendário solar substituiu o calendário lunar.

- A amarração dos pés foi proibida (o povo hacá nunca seguiu essa tradição e, consequentemente, as mulheres hacás sempre foram capazes de trabalhar nos campos).[28]

- A sociedade foi declarada sem classes e os sexos foram declarados iguais. A certa altura, pela primeira vez na história chinesa, foram realizados exames de serviço civil para mulheres. Algumas fontes registram que Fu Shanxiang, uma mulher educada de Nanquim, passou por eles e se tornou oficial na corte do Rei Oriental.

- Várias mulheres serviram como oficiais e comandantes militares sob Taiping. Hong Xuanjiao (irmã do líder Taiping), Su Sanniang e Qin Ersao são exemplos de mulheres que atuaram ativamente como líderes durante a Rebelião Taiping.

- Os sexos foram rigorosamente separados.[27] Havia unidades separadas do exército compostas apenas por mulheres; até 1855, nem mesmo os casais casados podiam viver juntos ou ter relações sexuais.[29]

- O cabelo de trança ditado pelos Qing foi abandonado em favor de usar o cabelo comprido.

- Outras novas leis foram promulgadas, incluindo a proibição do ópio, jogos de azar, tabaco, álcool, poligamia (incluindo concubinato), escravidão e prostituição. Todos estes carregavam penas de morte.

### As reformas propostas por Hong Rengan
Em 1859, o Príncipe Gan Hong Rengan, com a aprovação de seu primo, o Rei Celestial, defendeu várias novas políticas, incluindo:
- Promover a adoção de ferrovias por meio da concessão de patentes para a introdução de locomotivas; 21 ferrovias foram planejadas para cada uma das 21 províncias.

- Promover a adoção de navios a vapor para comércio e defesa.

- Estabelecimento de bancos privados emissores de moeda.

- Concessão de patentes de 10 anos para introdução de novas invenções, 5 anos para itens menores.

- Estabelecimento de um Serviço Nacional de Correios.

- Promover a exploração mineral concedendo controle e vinte por cento da receita aos descobridores de jazidas.

- Introdução de oficiais de investigação governamentais.

- Introdução de oficiais de mídia estatal imparciais independentes para reportar e divulgar notícias.

- Instituição de tesourarias e pagadores distritais para gerir as finanças.

### Compras militares
Embora os rebeldes Taiping não tivessem o apoio dos governos ocidentais, eles eram relativamente modernizados em termos de armas. Um número cada vez maior de negociantes de armas ocidentais e comerciantes do mercado negro vendiam armas ocidentais, como mosquetes, rifles e canhões modernos para os rebeldes. Já em 1853, os soldados Taiping usavam armas e munições vendidas por ocidentais. Rifles e pólvora foram contrabandeados para a China por comerciantes ingleses e americanos fingindo conter "rapé e guarda-chuvas". Eles foram parcialmente equipados com equipamentos excedentes vendidos por várias empresas ocidentais e lojas de unidades militares, tanto de armas pequenas quanto de artilharia. Um carregamento de armamento de um negociante americano em abril de 1862 já "conhecido por suas relações com os rebeldes" foi listado como 2.783 mosquetes, 66 carabinas, 4 rifles e 895 canhões de artilharia de campo, além de levar passaportes assinados pelo Rei Leal. Quase dois meses depois, um navio foi parado com 48 caixas de mosquetes e outro navio com 5 mil mosquetes. Mercenários do ocidente também se juntaram às forças Taiping, embora a maioria tenha sido motivada por oportunidades de saque durante a rebelião, em vez de se juntar por razões ideológicas. As forças Taiping construíram fundições de ferro onde fabricavam canhões pesados, descritos pelos ocidentais como muito superiores aos canhões Qing. Pouco antes de sua execução, o Rei Leal Taiping Li Xiucheng avisou seus inimigos que a guerra com as potências ocidentais estava chegando e os Qing deveriam comprar os melhores canhões e carruagens ocidentais, e fazer com que os melhores artesãos chineses aprendessem a construir cópias exatas, ensinando outros artesãos também.

### Assuntos religiosos
Inicialmente, os seguidores de Hong Xiuquan eram chamados de Adoradores de Deus. A fé de Hong foi inspirada por visões que ele relatou nas quais Shangdi, ou Jeová, o saudou no céu. Hong já havia estado em contato com missionários protestantes e lido a Bíblia. O Reino Celestial Taiping foi baseado no sincretismo de Hong Xiuquan com o cristianismo, que diferia das principais orações, rituais e feriados cristãos. As bibliotecas dos mosteiros budistas foram destruídas, quase completamente no caso da área do delta do Yangtzé. Os templos do taoismo, do confucionismo e de outras crenças tradicionais eram frequentemente convertidos em igrejas, escolas ou hospitais ou desfigurados.
Em cartas ao missionário Joseph Edkins, Hong rejeitou o Credo Niceno e disse que Ário estava correto.

### Relações exteriores
O Reino Celestial manteve o conceito do sistema tributário imperial chinês ao ordenar que todas as "dez mil nações do mundo" se submetessem e fizessem as missões anuais de tributo à Corte Celestial. O Rei Celestial proclamou que pretendia estabelecer uma nova dinastia da China.

### Moeda
Em seu primeiro ano, o Reino Celestial Taiping cunhou moedas que eram de 23 a 26mm de diâmetro, pesando cerca de 4,1g. O nome do reino foi inscrito no anverso e "Tesouro Sagrado" (shengbao, 聖寶) no verso.
A maioria das moedas emitidas pelo Reino Celestial Taiping era feita de bronze e uma quantidade menor era feita de ferro ou chumbo. Também é conhecida a existência de moedas feitas de ouro ou prata, mas são extremamente raras. A razão pela qual os shengbao tendem a ser tão diversos deve-se ao fato de o governo central do Reino Celestial Taiping ter permitido que os detentores do poder local dentro de seu reino produzissem suas próprias moedas dentro de sua jurisdição.
O reino também emitiu notas de papel, embora a raridade de cédulas sobreviventes sugira que não foram produzidas em grande quantidade.

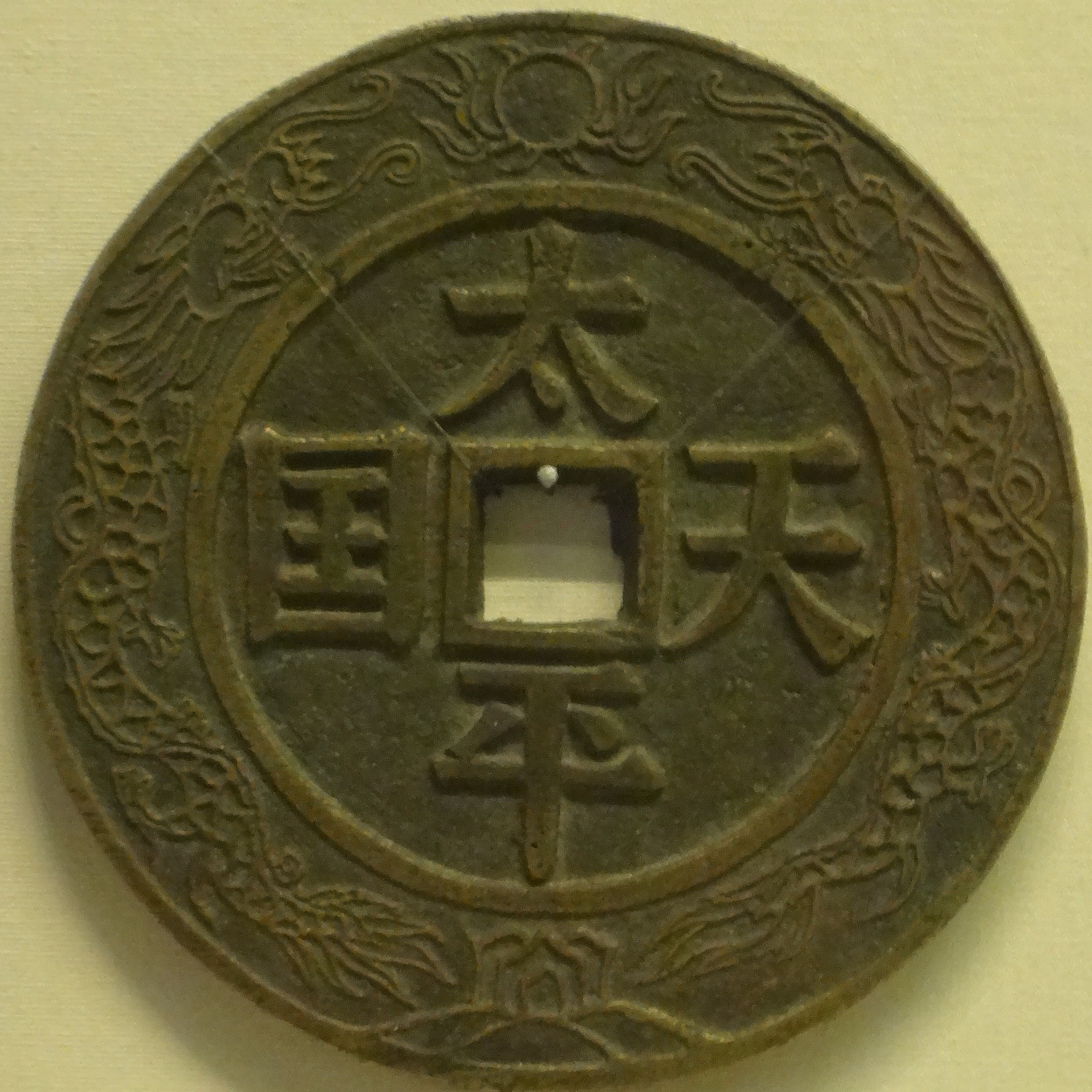
Uma moeda "protetora de cofres" do Reino Celestial Taiping. Acreditava-se que estas moedas protegiam o cofre e traziam riqueza e fortuna ao tesouro.

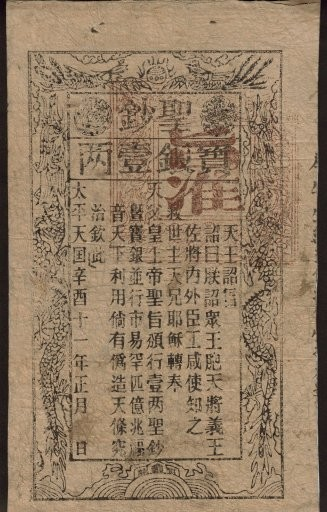
Uma cédula (ou shengchao, 聖鈔) de 1 tael emitida pelo Reino Celestial Taiping.

## Impacto para os hacás
Com o colapso do Reino Celestial Taiping, a dinastia Qing lançou ondas de massacres contra os hacás, matando até 30 mil por dia durante o auge dos massacres. Expurgos semelhantes foram realizados ao derrotar a Rebelião do Turbante Vermelho (1854-1856). Na província de Cantão, o governador Ye Mingchen supervisionou a execução de 70 mil pessoas na cidade de Cantão. No fim um milhão de pessoas seriam mortas em toda a província. Outro grande impacto foi a sangrenta Guerra de Clãs Punti-Hacá (1855 e 1867), que causaria a morte de um milhão de pessoas.

### Citações
1. ↑  Williams, Philip F (janeiro de 1999). «Migrant Laborer Subcultures in Recent Chinese Literature: A Communicative Perspective». Wyzsza Szkola Gospodarki Euroregionalnej im. Alcide de Gasperi w Jozefowie. Intercultural Communication. VIII (2): 155. Consultado em 24 de maio de 2023
2. 1 2  Spence 1996, capítulo 22.
3. ↑  太平天国の階級構成原理とその基本性格
4. ↑  Michael & Chang 1966, p. 35.
5. ↑  «History of Christianity in China « Christians in China»
6. ↑  Chesneaux, Jean. Peasant Revolts in China, 1840–1949. Translated by C. A. Curwen. New York: W. W. Norton, 1973. pp. 23–24
7. ↑  Jen 1973, pp. 15–18.
8. ↑  Michael & Chang 1966, p. 23.
9. ↑  Spence 1996, pp. 47–48.
10. 1 2  Spence 1996, p. 48.
11. ↑  Spence 1996, p. 49.
12. ↑  Michael & Chang 1966, p. 28.
13. ↑  Spence 1990, p. 171.
14. ↑  «Feng Yunshan (Chinese rebel leader) – Britannica Online Encyclopedia». Britannica.com. Consultado em 8 de março de 2013
15. ↑  «Taiping Rebellion (Chinese history) – Britannica Online Encyclopedia». Britannica.com. Consultado em 8 de março de 2013
16. 1 2  Reilly 2004.
17. ↑  Little, Daniel (17 de maio de 2009). «Marx and the Taipings». University of Nebraska-Lincoln
18. ↑  Fairbank, John King; Goldman, Merle. China: A New History. [S.l.]: Harvard University Press. p. 206. ISBN 9780674036659
19. 1 2  Spence 1996.
20. ↑  White, Matthew (2011). Atrocities: The 100 Deadliest Episodes in Human History. [S.l.]: W. W. Norton. ISBN 978-0-393-08192-3
21. ↑  Spence 1996, p. 243.
22. ↑  Spence 1996, p. 325.
23. ↑  Michael & Chang 1966, p. 173.
24. ↑  华强《太平天国地理志》，广西人民出版社，1991年
25. ↑  王新龙 (2013). 大清王朝4. [S.l.]: 青苹果数据中心
26. ↑  Michael & Chang 1966, pp. 190-191.
27. 1 2  Crossley, Pamela Kyle (28 de janeiro de 2010). The Wobbling Pivot, China since 1800: An Interpretive History. [S.l.]: John Wiley & Sons. p. 105. ISBN 9781444319965
28. ↑  Spence 1996, p. 25.
29. ↑  Spence 1996, p. 234.
30. ↑  Teng, Ssu-yü; Fairbank, John King (1979). China's Response to the West: A Documentary survey 1839–1923. [S.l.]: Harvard University Press. pp. 57–59. ISBN 0674120256
31. ↑  Spence 1996, pp. 237-238, 300, 311.
32. ↑  Gao, James Z. (2009). Historical Dictionary of Modern China (1800–1949). [S.l.]: Scarecrow Press. ISBN 978-0810863088
33. ↑  Tarocco, Francesca (2007). The Cultural Practices of Modern Chinese Buddhism: Attuning the Dharma. London: Routledge. p. 48. ISBN 978-1136754395.
34. ↑  Platt, Stephen R. (2012). Autumn in the Heavenly Kingdom: China, the West, and the Epic Story of the Taiping Civil War. New York: Knopf. ISBN 978-0307271730
35. ↑  Smalarz, Matthew (2019). «Hong Xiuquan and the Subversion of Christianity». La Salle University. The Histories. 2 (2)
36. ↑  Spence 1996, capítulo 14.
37. ↑  Spence 1996, p. 116.
38. 1 2  «Money of the Kingdom of Heavenly Peace». The Currency Collector. Consultado em 24 de março de 2016
39. ↑  «Taiping Rebellion Coins Saved from Furnace.». Gary Ashkenazy / גארי אשכנזי (Primaltrek – a journey through Chinese culture). 1 de junho de 2011. Consultado em 30 de agosto de 2017
40. ↑  «Grandfather Saved Iron Coins from the Taiping Rebellion». The “Chutian City News” (楚天都市报). 5 de maio de 2011. Consultado em 1 de junho de 2011
41. ↑  «Chinese coins – 中國錢幣 § Taiping Rebellion (1850-1864).». Gary Ashkenazy / גארי אשכנזי (Primaltrek – a journey through Chinese culture). 16 de novembro de 2016. Consultado em 30 de agosto de 2018
42. ↑  The Hakka Odyssey & their Taiwan homeland p. 120, Clyde Kiang (1992)
43. ↑  Ning, Qian (29 de julho de 2012). Chinese students encounter America. [S.l.: s.n.] ISBN 9780295803548
44. ↑  Hsu, Madeline Y. (2000). Dreaming of Gold, Dreaming of Home: Transnationalism and Migration Between the United States and South China, 1882–1943. [S.l.: s.n.] ISBN 9780804746878

### Monografias modernas e pesquisas
- Elleman, Bruce A. (2001). Modern Chinese Warfare, 1795–1989. New York: Routledge. ISBN 9780415214735

- Heath, Ian (1994). The Taiping Rebellion, 1851–1866. Col: Osprey Military Men-at-Arms Series. London; Long Island City: Osprey. ISBN 1-85532-346-X. Ênfase na história militar.

- Jian Youwen (1973). The Taiping Revolutionary Movement. New Haven: Yale University Press. ISBN 0-300-01542-9. Traduzido e condensado das publicações do autor em chinês;  especialmente forte nas campanhas militares, com base nas amplas viagens do autor na China nas décadas de 1920 e 1930.

- Kilcourse, Carl S. (2016). Taiping Theology: The Localization of Christianity in China, 1843–64. New York: Palgrave Macmillan. ISBN 978-1-137-53728-7

- Meyer-Fong, Tobie S. (2013). What Remains: Coming to Terms with Civil War in 19th Century China. Stanford, CA: Stanford University Press. ISBN 978-0-8047-5425-5. Um estudo das vítimas, sua experiência da guerra e a memorialização da guerra.

- Osterhammel, Jürgen (2015). The Transformation of the World: A Global History of the Nineteenth Century. Traduzido por Patrick Camiller. Princeton, New Jersey: Princeton University Press. ISBN 978-0-691-16980-4

- Platt, Stephen R. (2012). Autumn in the Heavenly Kingdom: China, the West, and the Epic Story of the Taiping Civil War. New York: Knopf. ISBN 978-0-307-27173-0. Análise narrativa detalhada.

- Reilly, Thomas H. (2011). The Taiping Heavenly Kingdom: Rebellion and the Blasphemy of Empire. Seattle: University of Washington Press. ISBN 978-0-295-80192-6

- Spence, Jonathan D. (1999). The Search for Modern China. New York: Norton. ISBN 9780393973518. Livro didático padrão.

- Andrade, Tonio (2016). The Gunpowder Age: China, Military Innovation, and the Rise of the West in World History. Princeton: Princeton University Press. ISBN 9780691178141

- Caleb Carr, The Devil Soldier: The Story of Frederick Townsend Ward (1994) ISBN 0-679-41114-3

- Carl J. Danko, Foreign Devils and God-Worshipers: Western Mercenaries and Cross-Cultural Realism During the Taiping Rebellion (Army Command And General Staff College, 2017). Online.

- John King Fairbank, et al. East Asia: The modern transformation (1965) 2:155–178. Online.

- Jack Gray, Rebellions and Revolutions: China from the 1800s to the 1980s (1990), ISBN 0-19-821576-2

- Immanuel C. Y. Hsu, The Rise of Modern China (1999), ISBN 0-19-512504-5. Livro didático padrão. Online.

- Philip A. Kuhn, Rebellion and Its Enemies in Late Imperial China; Militarization and Social Structure, 1796–1864 (Cambridge, MA Harvard University Press, 1970). Análise influente da ascensão da rebelião e da organização de sua repressão. Online.

- Philip A. Kuhn, "The Taiping Rebellion," in John K. Fairbank, ed., Cambridge History of China Vol Ten Pt One (Cambridge: Cambridge Univ Press, 1970): 264–317

- Rudolf G. Wagner. Reenacting the Heavenly Vision: The Role of Religion in the Taiping Rebellion. (Berkeley: Institute of East Asian Studies, University of California, Berkeley, China Research Monograph 25, 1982). ISBN 0-912966-60-2

- Mary C. Wright|Mary Clabaugh Wright. The Last Stand of Chinese Conservatism: The T'ung-Chih Restoration, 1862–1874. Stanford: Stanford University Press, 1957; rpr. 1974 ISBN 0-8047-0476-7. Relato da coalizão chinesa han/manchu que reviveu a dinastia e derrotou os Taiping.

### Artigos acadêmicos
- Hayford, Charles W. (2018). «New Chinese Military History, 1839–1951: What's the Story?». Frontiers of History in China. 13 (1): 90–126. doi:10.3868/s020-007-018-0006-0

- Perry, Elizabeth J. (1982). «Taipings and Triads: The Role of Religion in Inter-rebel Relations». In:  Bak, János M.; Benecke, Gerhard. Religion and Rural Revolt: Papers Presented to the Fourth Interdisciplinary Workshop on Peasant Studies, University of British Columbia, 1982. Manchester: Manchester University Press. pp. 342–353. ISBN 0-7190-0990-1

- Chappell, Jonathan (2016). «The limits of the Shanghai bridgehead: understanding British intervention in the Taiping rebellion 1860–62» (PDF). Journal of Imperial and Commonwealth History. 44 (4): 533–550. doi:10.1080/03086534.2016.1210251

- Huan, J. I. N. (2017). «In Search of a Chinese Utopia: The Taiping Rebellion as a Literary Event». A New Literary History of Modern China. [S.l.]: Harvard University Press

- Kuhn, Philip A. (julho de 1977). «Origins of the Taiping Vision: Cross-Cultural Dimensions of a Chinese Rebellion». Comparative Studies in Society and History. 9 (3): 350–366. JSTOR 177996. doi:10.1017/S0010417500008756

- Levenson, Joseph R. (1962). «Confucian and Taiping "Heaven": The Political Implications of Clashing Religious Concepts». Comparative Studies in Society and History. 4 (4): 436–453. JSTOR 177693. doi:10.1017/S0010417500001390

- Yu, Maochun (2002). «The Taiping Rebellion: A Military Assessment of Revolution and Counterrevolution». In:  David A. Graff; Robin Higham. A Military History of China. Boulder, Colorado, and Oxford, England: Westview Press. pp. 135–52. ISBN 0813337364 (capa dura), ISBN 0813339901 (brochura)

- Zheng, Xiaowei (2018). «The Literary Turn: An Introduction of the Special Issue on Ways of Writing the Taiping Civil War». Frontiers of History in China. 13 (2): 167–172